# Zovik
Zovik (cyr. Зовик) – wieś w Bośni i Hercegowinie, w Republice Serbskiej, w gminie Kostajnica. W 2013 roku liczyła 45 mieszkańców.